# Iki (Nagasaki)
Iki (jap. 壱岐市, -shi) ist eine Stadt der Präfektur Nagasaki auf der Insel Iki in Japan.

## Geschichte
Iki wurde am 1. März 2004 gegründet.

## Verkehr
Die Nationalstraße 382 führt durch Iki. Der Flughafen Iki liegt im Osten der Insel.